# بنیتو خوارس
بنیتو خوارس (به اسپانیایی: Benito Juárez) نام کامل او بنیتو پابلو خوارس گارسیا (به اسپانیایی: Benito Pablo Juárez García) سیاستمدار مکزیکی که ۵ بار به عنوان رئیس‌جمهور مکزیک فعالیت کرده‌است.

## زندگی
بنیتو خوارس در خانه‌ای کوچک و خشتی در روستای «سان پابلو گلاتو» (San Pablo Guelatao) در ایالت اوآخاکا در مکزیک، در تاریخ ۲۱ مارس ۱۸۰۶ میلادی در یک خانواده زاپوتک به دنیا آمد.
در حالی که او تا سن ۱۲ سالگی سواد نداشت و حتی نمی‌توانست به زبان اسپانیایی سخن بگوید (او تا این سن تنها با زبان زاپوتک آشنایی داشت)، برای رفتن به مدرسه به شهر وآخاکا سفر کرد. او توانست در سال ۱۸۳۴ میلادی به یک وکیل و در سال ۱۸۴۱ میلادی به یک قاضی تبدیل شود.
بنیتو خوارس از سال ۱۸۴۷ تا ۱۸۵۲ میلادی فرماندار ایالت اوآخاکا بود و در سال ۱۸۵۳ میلادی به دلیل اعتراض خود به دیکتاتوری نظامی فاسد رئیس‌جمهور وقت مکزیک، سانتا آنا، به تبعید فرستاده شد. او تبعید خود را در نیواورلئان، لوئیزیانا به سر برد، در حالی که مشغول به کار دریک کارخانه سیگار بود همچنان امور سیاسی کشورش را دنبال و در آن شرکت می‌کرد.
بعد از اینکه سانتا آنا با مخالفت زیادی رو به رشد و در سال ۱۸۵۵ میلادی استعفا داد، بنیتو خوارس به مکزیک بازگشت. او در سال ۱۸۵۸ میلادی به‌طور موقت رئیس‌جمهوری مکزیک شد، و از سال ۱۸۶۱ و تا مرگ خود در ۱۸۷۲ میلادی به‌طور رسمی در ۴ نوبت رئیس‌جمهوری مکزیک شد.
در دوران رئیس‌جمهوری خود، او برای شکست اشغالگران فرانسوی، سرنگونی امپراتوری مکزیک، بنیان‌گذاری جمهوری، آزادی‌خواهی، برابری بومیان مکزیک با دیگر شهروندان و مدرن سازی کشور، تلاش بسیار کرد.

## مرگ
بنیتو خوارس در تاریخ ۱۸ ژوئیه ۱۸۷۲ میلادی در حالی که مشغول به خواندن بخش اجتماعی روزنامه بود، پشت میز خود در کاخ ملی در مکزیکو سیتی در سبب یک حمله قلبی درگذشت.

## رئیس‌جمهوری
خدمت او به عنوان رئیس‌جمهور مکزیک در سالهای:
- ۱۸۵۸ تا ۱۸۶۱ میلادی «رئیس‌جمهوری موقت»
- ۱۸۶۱ تا ۱۸۶۵ میلادی
- ۱۸۶۵ تا ۱۸۶۷ میلادی
- ۱۸۶۷ تا ۱۸۷۱ میلادی
- ۱۸۷۱ تا ۱۸۷۲ میلادی

## یادبود
زادروز بنیتو خوارس «۲۱ مارس» در مکزیک یک روز تعطیل عمومی است.

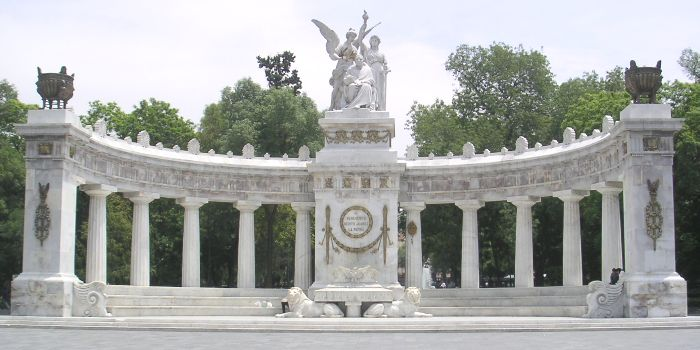
بنای یادبود بنیتو خوارس، مکزیکوسیتی

### نقل قول معروف
نقل قول معروف بنیتو خوارس همچنان به خوبی به یاد مردم مکزیک هست:
- "Entre los individuos, como entre las naciones, el respeto al derecho ajeno es la paz"
- (برگردان به فارسی: در میان افراد، همان‌طور که میان ملت‌ها، احترام به حقوق دیگران، صلح است).